# GIRLS A GOGO!
『GIRLS A GOGO!』（ガールズ・ア・ゴーゴー）は、2003年10月11日から2006年9月23日まで、テレビ朝日系列で放送されていたバラエティ番組。

## 概要
2003年10月11日に『GIRLS A GOGO!美少女クラブ21』としてスタート。翌年2004年10月16日からメンバー10人増員で『GIRLS A GOGO!美少女クラブ31』にリニューアル。2005年10月8日からセレクトメンバーの12人のみが出演の『GIRLS A GOGO!』になった。
司会は佐藤藍子、ますだおかだ。毎回、1人のゲストを迎えて美少女クラブ31のメンバー12人（依知川絵美、柏木貴代、渋谷飛鳥、清水由紀、高部あい、内藤理沙、中島唯、原幹恵、福田沙紀、本田有花、森田彩華、山内久留実）とトークを繰り広げる。上戸彩がナビゲートする「U・STYLE」というコーナーもあった。

## スタッフ
- 企画：古賀誠一（オスカープロモーション）
- ナレーター：杉本るみ
- Voice：ウォード・セクストン
- 構成：飯田茉千子、谷中友保、山下たけはる
- リサーチ：松永都子、梅木みどり
- CAM（カメラマン）：石毛雄己
- VE（ビデオエンジニア）：有田好嗣
- 音声：牧野正義
- 照明：小此木良亮（テレテック）
- 編集：坂朋典
- MA：迫久寿雄
- 音効：波多野精二
- オブザーバー：藤川克平（テレビ朝日）
- 編成：樽井勝弘（テレビ朝日）
- 広報：坂本あかり（テレビ朝日）
- メイク：BLANCO
- スタイリスト：豊田有紗、橋本真奈美
- 企画協力：オスカープロモーション / 長良じゅん（長良プロダクション）
- 制作技術協力：スウィッシュ・ジャパン
- AP（アシスタントプロデューサー）：市川幸介（テレビ朝日）、大野もも（スウィッシュ・ジャパン）
- AD（アシスタントディレクター）：中野伸昭、田中飛馬
- ディレクター：真木大輔（スウィッシュ・ジャパン）
- プロデューサー：清水克也（テレビ朝日）、中島浩司（スウィッシュ・ジャパン）
- チーフプロデューサー：西村裕明 → 藤井智久（テレビ朝日）

## ネット局と放送時間
| 放送地域       | 放送局                    | 系列           | 放送日時 |
| -------------- | ------------------------- | -------------- | --- |
| 関東広域圏     | テレビ朝日 (EX) ・キー局  | テレビ朝日系列 | 土曜 16:30 - 17:00                                                                                                  |
| 北海道         | 北海道テレビ放送 (HTB)    | テレビ朝日系列 | 金曜 1:15 - 1:45（木曜深夜、2004年4月2日 - 10月1日） → 木曜 1:15 - 1:45（水曜深夜、2004年10月7日 - 2006年10月26日） |
| 岩手県         | 岩手朝日テレビ (IAT)      | テレビ朝日系列 | 月曜 1:40 - 2:10（日曜深夜）                                                                                        |
| 宮城県         | 東日本放送 (KHB)          | テレビ朝日系列 | 水曜 2:16 - 2:41（火曜深夜）                                                                                        |
| 秋田県         | 秋田朝日放送 (AAB)        | テレビ朝日系列 | 木曜 16:30 - 17:00                                                                                                  |
| 山形県         | 山形テレビ (YTS)          | テレビ朝日系列 | 金曜 1:25 - 1:55（木曜深夜）                                                                                        |
| 福島県         | 福島放送 (KFB)            | テレビ朝日系列 | 水曜 0:50 - 1:20（火曜深夜）                                                                                        |
| 石川県         | 北陸朝日放送 (HAB)        | テレビ朝日系列 | 土曜 1:50 - 2:20（金曜深夜）                                                                                        |
| 中京広域圏     | 名古屋テレビ放送 (NBN)    | テレビ朝日系列 | 日曜 3:50 - 4:20（土曜深夜）                                                                                        |
| 近畿広域圏     | 朝日放送 (ABC) ・準キー局 | テレビ朝日系列 | 火曜 2:23 - 2:53（月曜深夜）                                                                                        |
| 山口県         | 山口朝日放送 (YAB)        | テレビ朝日系列 | 月曜 1:55 - 2:25（日曜深夜）                                                                                        |
| 香川県・岡山県 | 瀬戸内海放送 (KSB)        | テレビ朝日系列 | 土曜 0:50 - 1:20（金曜深夜）                                                                                        |
| 愛媛県         | 愛媛朝日テレビ (EAT)      | テレビ朝日系列 | 日曜 1:30 - 2:00（土曜深夜）                                                                                        |
| 福岡県         | 九州朝日放送 (KBC)        | テレビ朝日系列 | 木曜 2:10 - 2:40（水曜深夜）                                                                                        |
| 熊本県         | 熊本朝日放送 (KAB)        | テレビ朝日系列 | 土曜 2:15 - 2:45（金曜深夜）                                                                                        |
| 大分県         | 大分朝日放送 (OAB)        | テレビ朝日系列 | 土曜 16:00 - 16:30                                                                                                  |
| 沖縄県         | 琉球朝日放送 (QAB)        | テレビ朝日系列 | 土曜 16:00 - 16:30                                                                                                  |
| 日本全国       | BS朝日                    | BSデジタル放送 | 日曜 0:00 - 0:30（土曜深夜） 日曜 16:30 - 17:00（再放送）                                                           |